# Thomas Terry Davis
Thomas Terry Davis (* 1765; † 15. November 1807 in Jeffersonville, Indiana-Territorium) war ein US-amerikanischer Politiker. Zwischen 1797 und 1803 vertrat er den Bundesstaat Kentucky im US-Repräsentantenhaus.

## Werdegang
Nach einem Jurastudium und seiner 1789 erfolgten Zulassung als Rechtsanwalt begann er in diesem Beruf zu praktizieren. Dann wurde er zum ersten Staatsanwalt im Gebiet des späteren Staates Kentucky. Politisch schloss sich Davis der von Thomas Jefferson gegründeten Demokratisch-Republikanischen Partei an. Zwischen 1795 und 1797 war er Abgeordneter im Repräsentantenhaus von Kentucky.
Bei den Kongresswahlen des Jahres 1796 wurde Davis im ersten Wahlbezirk von Kentucky in das damals noch in Philadelphia tagende US-Repräsentantenhaus gewählt. Dort trat er am 4. März 1797 die Nachfolge von Alexander D. Orr an. Nach zwei Wiederwahlen konnte er bis zum 3. März 1803 drei Legislaturperioden im Kongress absolvieren. In dieser Zeit wurde der Regierungssitz nach Washington, D.C. verlegt. Nach dem Ende seiner Zeit im US-Repräsentantenhaus wurde Davis Richter im Indiana-Territorium. Zwischen 1806 und 1807 war er in diesem Gebiet Richter am Kanzleigericht (Chancellor). Thomas Davis starb am 15. November 1807 in Jeffersonville.